# فهرست قنات‌های شهرستان بناب
جدول زیر بر اساس آمار وزارت جهاد کشاورزیتهیه شده‌است. فهرست زیر قنات‌های شهرستان بناب در استان آذربایجان شرقی را نشان می‌دهد.
| نام قنات | موقعیت                 | نزدیک‌ترین روستا   | طول قنات (متر) | تعداد میله چاه | عمق مادر چاه | دبی (لیتر بر ثانیه) | سطح زیر کشت (هکتار) |
| -------- | ---------------------- | ----------------- | -------------- | -------------- | ------------ | ------------------- | ------------------- |
| خصوصی    | بخش مرکزی شهرستان بناب | قره زکی           | ۸۰۰            | ۳۲             | ۲۰           | ۴                   | ۱۸                  |
| عمومی    | بخش مرکزی شهرستان بناب | نیکی کنده خوشه سر | ۶۰۰            | ۱۸             | ۸            | ۵                   | ۰                   |
| عمومی    | بخش مرکزی شهرستان بناب | روشت بزرگ         | ۴۰۰            | ۲۷             | ۱۷           | ۴                   | ۰                   |
| عمومی    | بخش مرکزی شهرستان بناب | قره زکی           | ۱۲۰            | ۳              | ۷            | ۳                   | ۷                   |
| عمومی    | بخش مرکزی شهرستان بناب | دوش               | ۸۰۰            | ۴۰             | ۲۵           | ۴                   | ۰                   |